# كوري كريستنسن
كوري كريستنسن (بالإنجليزية: Cory Christensen)‏ هي لاعبة كرلنغ أمريكية، ولدت في 1 ديسمبر 1994 في دولوث في الولايات المتحدة.

## وصلات خارجية
- كوري كريستنسن على موقع الاتحاد الدولي للكرلنغ (الإنجليزية)
- كوري كريستنسن على موقع اللجنة الأولمبية الدولية (الإنجليزية)
- كوري كريستنسن على موقع أوليمبيديا (الإنجليزية)
- كوري كريستنسن على موقع اللجنة الأولمبية والبارالمبية الأمريكية (الإنجليزية)